# Neojaera serrata
Neojaera serrata là một loài chân đều trong họ Janiridae. Loài này được Barnard miêu tả khoa học năm 1914.